# Koliekpijn
Koliekpijn is hevige pijn die ontstaat ten gevolge van een verkramping. Deze pijn is sterk aanwezig op de voorgrond en kan niet genegeerd worden. Het is pijn waarvan men ook 's nachts wakker wordt. 
Koliekpijn is een slecht te lokaliseren pijn die gepaard gaat met bewegingsdrang en gepaard kan gaan met misselijkheid en braken.

## Oorsprong
De kramp treedt op in het glad spierweefsel van holle organen, zoals de darmen, de galwegen of de urinewegen.
- Darm: ileus, het stoppen van de darmpassage door verschillende oorzaken.
- Galblaas: galsteen
- Urinewegen: niersteen

## Symptomen
Een symptoom van koliek is hevige krampachtige pijn met een weerkerend karakter. Soms gepaard gaand met braken of diarree, afhankelijk van de oorsprong van de verkramping.
Bij zuigelingen wordt vaak aangenomen dat heftig huilen gedurende ten minste drie uur per dag, ten minste drie dagen per week, en gedurende ten minste drie weken, duidt op darmkolieken. De symptomen van kolieken kunnen bij een klein percentage kinderen een ernstige onderliggende aandoening verbergen. 
Koliek bij dieren is te zien wanneer het dier met opgetrokken buik en gekromde rug staat.

## Behandeling
De behandeling is afhankelijk van het onderliggende lijden. Nierstenen worden soms conservatief en soms door middel van vergruizing behandeld.
Verstopping van de galgang (ductus choledochus) door een galsteen wordt meestal opgelost door verwijdering van de steen tijdens een endoscopische retrograde cholangiopancreaticografie (ERCP).
Bij kleine galstenen die voor het grootste deel uit cholesterol bestaan, kan een arts ursodeoxycholzuur voorschrijven.
In een Cochrane review uit 2019 werd onderzocht of probiotica darmkolieken bij zuigelingen kunnen voorkomen en of ze veilig zijn voor zuigelingen. De lage kostprijs en de gemakkelijke beschikbaarheid maken deze supplementen tot mogelijke preventieve oplossingen. De review bestudeerde hiervoor de incidentie, de nevenwerkingen en de huiltijd. Er was echter een grote onverklaarbare variatie in de resultaten waardoor de wetenschappelijke waardering erg klein bleef. Omdat 1 studie geen effect liet zien en twee studies wel, kunnen geen uitspraken worden gedaan of probiotica de huiltijd vermindert. Er kon niet worden vastgesteld of probiotica effect hebben op het voorkomen van darmkolieken bij zuigelingen. Wel kon worden geconcludeerd dat het gebruik van probiotica niet tot nevenwerkingen leidde.